# Linfen
Linfen (egyszerűsített kínai írással: 临汾, pinjin: Línfén) prefektúra szintű város Kínában, Sanhszi tartományban. Lakosainak száma 3 976 481 fő (2020).

## Népesség
| 2010 | 4 316 610 |
| 2020 | 3 976 481 |